# Nader Matar
Nader Charbel Matar, noto semplicemente come Nader Matar (in arabo نادر شربل مطر‎?; Abidjan, 12 maggio 1992), è un calciatore libanese, centrocampista dell'Ansar e della nazionale libanese.

## Carriera

### Nazionale
Con la nazionale libanese ha preso parte alla Coppa d'Asia 2019.

## Palmarès

### Club

#### Competizioni nazionali
- Ghana Premier League: 3

Asante Kotoko: 2011-2012, 2012-2013, 2013-2014
- Prima Divisione: 1

Ansar: 2020-2021
- Coppa di Libano: 1

Ansar: 2020-2021
- Supercoppa del Libano: 1

Nejmeh: 2016
- Coppa d'Élite libanese: 3

Nejmeh: 2016, 2017, 2018

### Individuale
- Squadra dell'anno libanese: 1

2016-2017

## Statistiche

### Cronologia presenze in nazionale
| Cronologia completa delle presenze e delle reti in nazionale ― Libano | Cronologia completa delle presenze e delle reti in nazionale ― Libano | Cronologia completa delle presenze e delle reti in nazionale ― Libano | Cronologia completa delle presenze e delle reti in nazionale ― Libano | Cronologia completa delle presenze e delle reti in nazionale ― Libano | Cronologia completa delle presenze e delle reti in nazionale ― Libano | Cronologia completa delle presenze e delle reti in nazionale ― Libano | Cronologia completa delle presenze e delle reti in nazionale ― Libano |
| Data                                                                  | Città                                                                 | In casa                                                               | Risultato                                                             | Ospiti                                                                | Competizione                                                          | Reti                                                                  | Note                                                                  |
| --------------------------------------------------------------------- | --------------------------------------------------------------------- | --------------------------------------------------------------------- | --------------------------------------------------------------------- | --------------------------------------------------------------------- | --------------------------------------------------------------------- | --------------------------------------------------------------------- | --------------------------------------------------------------------- |
| 09-01-2019                                                            | al-'Ayn                                                               | Qatar                                                                 | 2 – 0                                                                 | Libano                                                                | Coppa d'Asia 2019 - 1º turno                                          | -                                                                     | 72’                                                                   |
| 12-01-2019                                                            | Dubai                                                                 | Libano                                                                | 0 – 2                                                                 | Arabia Saudita                                                        | Coppa d'Asia 2019 - 1º turno                                          | -                                                                     | 76’                                                                   |
| 17-01-2019                                                            | Sharjah                                                               | Libano                                                                | 4 – 1                                                                 | Corea del Nord                                                        | Coppa d'Asia 2019 - 1º turno                                          | -                                                                     | 53’                                                                   |
| 05-06-2021                                                            | Goyang                                                                | Libano                                                                | 3 – 2                                                                 | Sri Lanka                                                             | Qual. Mondiali 2022                                                   | -                                                                     |                                                                       |
| 12-06-2021                                                            | Goyang                                                                | Corea del Sud                                                         | 2 – 1                                                                 | Libano                                                                | Qual. Mondiali 2022                                                   | -                                                                     | 73’                                                                   |
| 12-10-2023                                                            | Podgorica                                                             | Montenegro                                                            | 3 – 2                                                                 | Libano                                                                | Amichevole                                                            | -                                                                     | 61’                                                                   |
| Totale                                                                |                                                                       | Presenze                                                              | 6                                                                     |                                                                       | Reti                                                                  | 0                                                                     |                                                                       |